# Hayes (ort i Jamaica)
Hayes är en ort i Jamaica.   Den ligger i parishen Clarendon, i den centrala delen av landet, 50 km väster om huvudstaden Kingston. Hayes ligger 38 meter över havet och antalet invånare är 9 701. Den ligger på ön Jamaica.
Terrängen runt Hayes är huvudsakligen platt, men åt sydost är den kuperad.  Närmaste större samhälle är May Pen, 9,9 km norr om Hayes. I omgivningarna runt Hayes växer i huvudsak städsegrön lövskog.